# Блок, Фридрих В.
Фри́дрих В. Блок (нем. Friedrich W. Block, р. 1960) — немецкий экспериментальный поэт, куратор.

## Биография
Фридрих В. Блок родился в 1960 году.
Директор и куратор Фонда Брюкнера-Кюнера, почётный директор Академии искусств Касселя, вице-президент Свободной академии искусств Лейпцига. Куратор многочисленных выставок, литературных и научных мероприятий. Специализируется на современной литературе, искусстве языка, медийной поэзии и юморе.
С 1992 года курирует проект цифровой поэзии p0es1s, с 2000 года — Кассельский комик-коллоквиум. С 1986 года осуществляет собственные проекты в области интермедийной поэзии. Работал также как художник.
Издатель; соредактор книжной серии Kulturen des Komischen («Культуры комического»).
Живёт в Касселе.

## Награды и премии
- Международная отметина имени отца русского футуризма Давида Бурлюка[3]